# Strongylocentrotidae
Famille
Les Strongylocentrotidae sont une famille d'oursins de l'ordre des Camarodonta.

## Description et caractéristiques

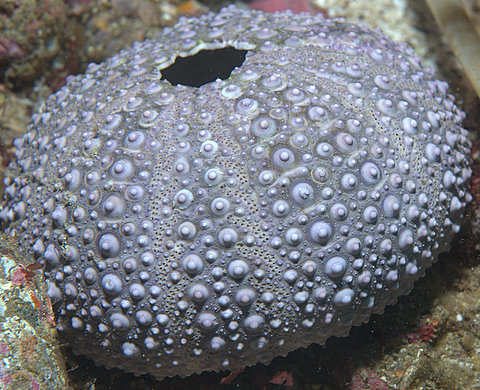
Test (coquille) de Mesocentrotus franciscanus.

Ce sont des oursins réguliers de forme canonique : leur test (coquille) est plus ou moins sphérique, couvert de radioles (piquants) fines, pointues et de longueur moyenne, l'ensemble étant marqué par une symétrie pentaradiaire reliant la bouche située au centre de la face orale (inférieure) à l'anus situé à l'apex aboral (pôle supérieur).
Cette famille est caractérisée par des ambulacres exclusivement polygéminés, avec des paires de pores arrangées en arcs, des encoches buccales peu prononcées, et généralement des pédicellaires globulaires à la tige musculeuse (sauf chez Pseudocentrotus).
Cette famille semble être apparue au Miocène.
C'est essentiellement une famille des eaux froides du Pacifique nord, même si certaines espèces comme Strongylocentrotus droebachiensis et Strongylocentrotus pallidus sont également présentes en Atlantique nord, passées par l'océan Arctique. Plusieurs espèces sont par ailleurs abyssales.

## Liste des genres
Selon World Register of Marine Species (23 janvier 2015) :
- genre Hemicentrotus (Mortensen, 1942)[3],[4]
  - Hemicentrotus pulcherrimus (A. Agassiz, 1863) -- Pacifique nord-ouest
- genre Mesocentrotus (Tatarenko & Poltaraus, 1993)[3],[4]
  - Mesocentrotus franciscanus (A. Agassiz, 1863) -- Côtes pacifiques de l'Amérique du Nord (« oursin rouge géant »)
  - Mesocentrotus nudus (A. Agassiz, 1863) -- Pacifique nord-ouest
- genre Pseudocentrotus (Mortensen, 1903b)[4]
  - Pseudocentrotus depressus (A. Agassiz, 1863) -- Pacifique nord-ouest
  - Pseudocentrotus stenoporus Nisiyama, 1966 †
- genre Strongylocentrotus (Brandt, 1835)[5],[3],[4]
  - Strongylocentrotus djakonovi Baranova, 1957 -- Mer de Bering
  - Strongylocentrotus droebachiensis (O.F. Müller, 1776) -- Pacifique nord, Arctique et Atlantique nord (« oursin vert »)
  - Strongylocentrotus fragilis Jackson, 1912 -- Atlantique nord-est
  - Strongylocentrotus intermedius (A. Agassiz, 1863) -- Pacifique nord-ouest
  - Strongylocentrotus pallidus (Sars G.O., 1871) -- Pacifique nord, Arctique et Atlantique nord
  - Strongylocentrotus polyacanthus A. Agassiz & H.L. Clark, 1907 -- Pacifique nord
  - Strongylocentrotus pulchellus A. Agassiz & H.L. Clark, 1907 -- Pacifique nord
  - Strongylocentrotus purpuratus (Stimpson, 1857) -- Côtes pacifiques de l'Amérique du Nord (« oursin pourpre »)
  - Strongylocentrotus antiquus Philip, 1965 †
  - Strongylocentrotus magistrus Nisiyama, 1966 †
  - Strongylocentrotus minihagali Deraniyagala, 1961 †
  - Strongylocentrotus octoporus Nisiyama, 1966 †
- genre Allocentrotus (Mortensen, 1942)[5],[3] (non reconnu par World Register of Marine Species (6 octobre 2013)[4], qui le fond dans les Strongylocentrotus)

La taxinomie des Strongylocentrotidae n'est pas encore très bien établie. World Register of Marine Species (6 octobre 2013) place l'unique espèce d’Allocentrotus parmi les Strongylocentrotus, mais des études génétiques récentes suggèrent que les espèces Allocentrotus fragilis, Hemicentrotus pulcherrimus, Strongylocentrotus intermedius, Strongylocentrotus purpuratus, Strongylocentrotus pallidus et Strongylocentrotus droebachiensis feraient toutes partie d'un même clade monophylétique, redistribuant ainsi les cartes de ces espèces dans de nouveaux genres.

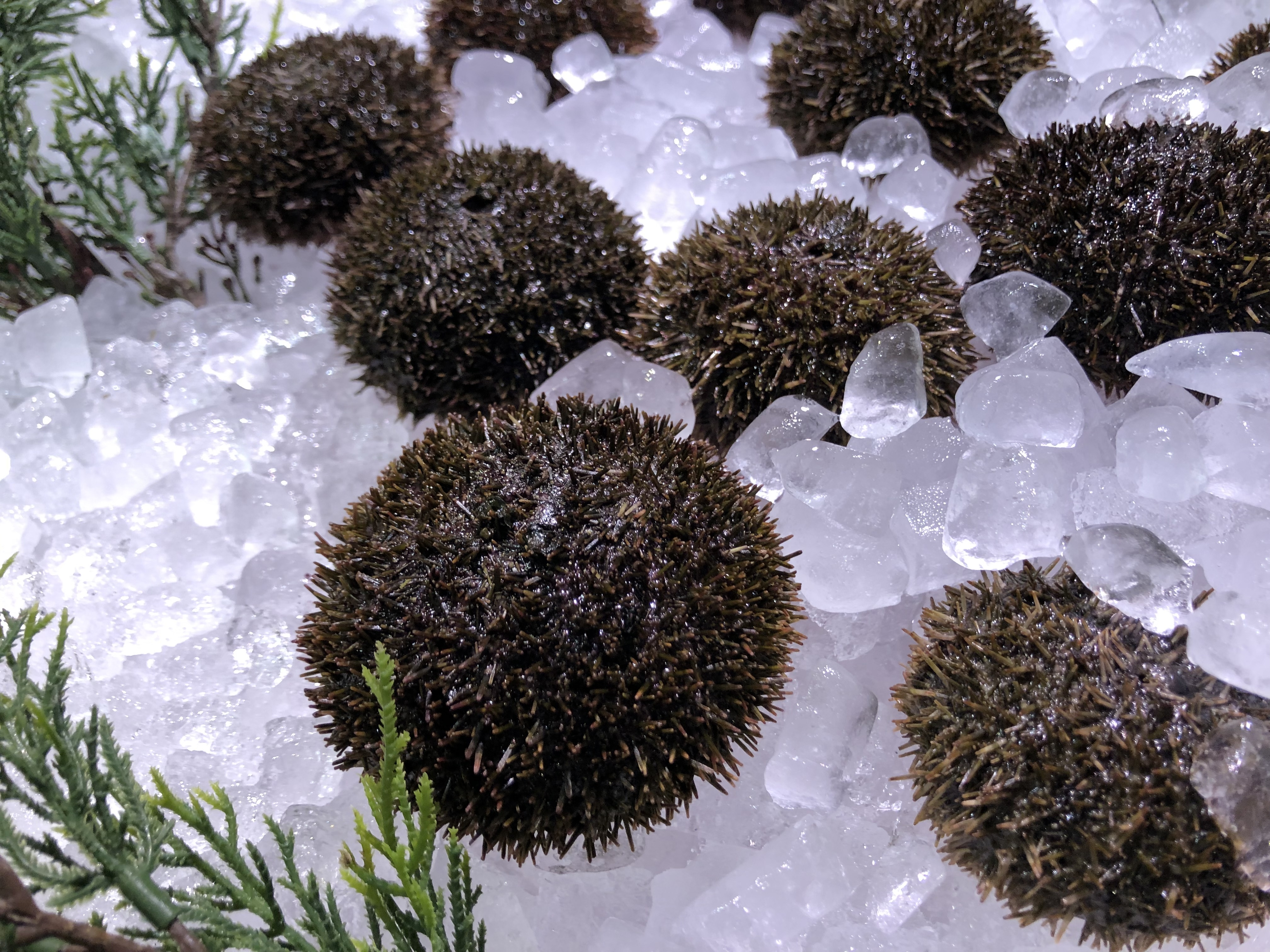
Hemicentrotus pulcherrimus
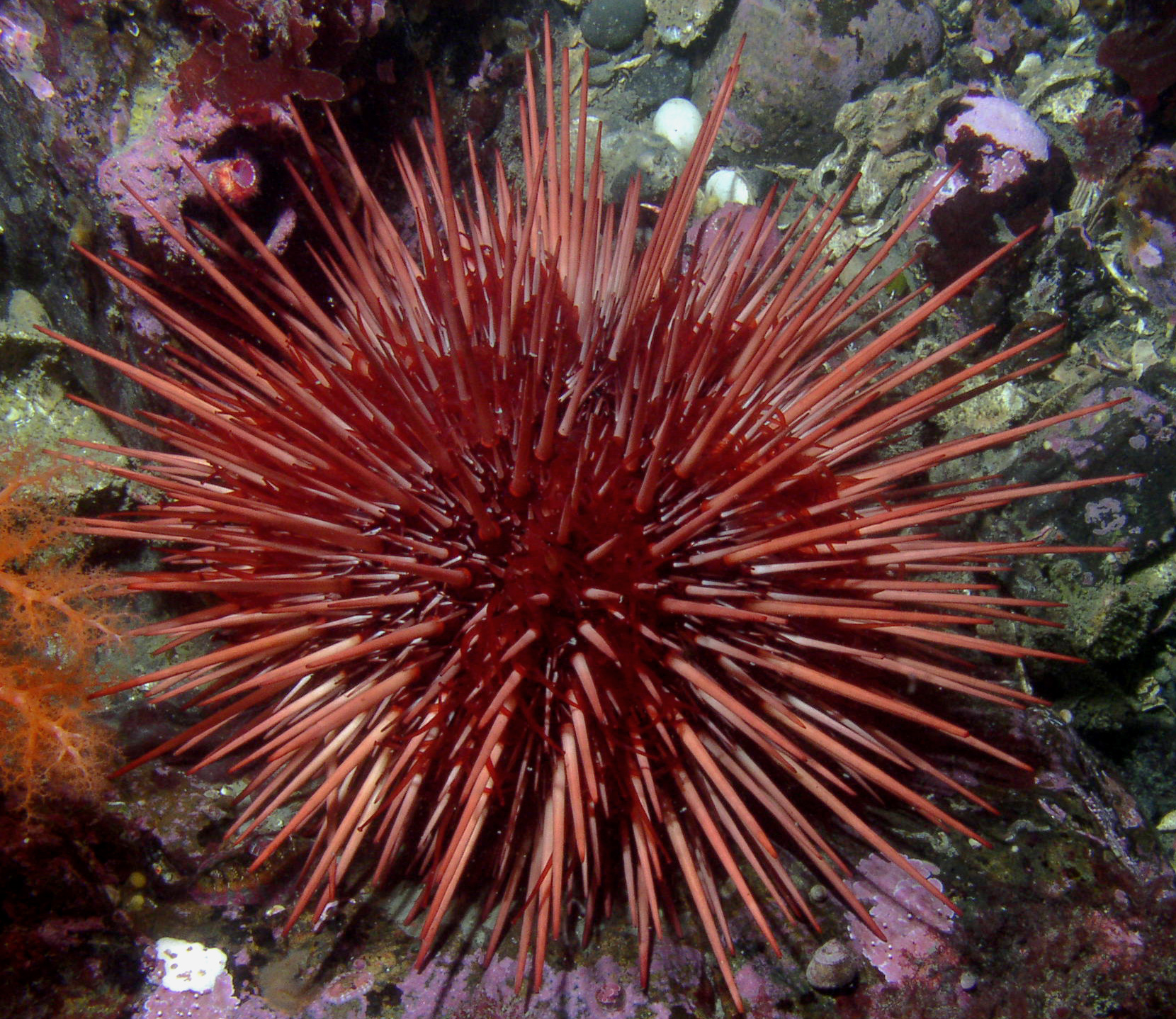
Mesocentrotus franciscanus
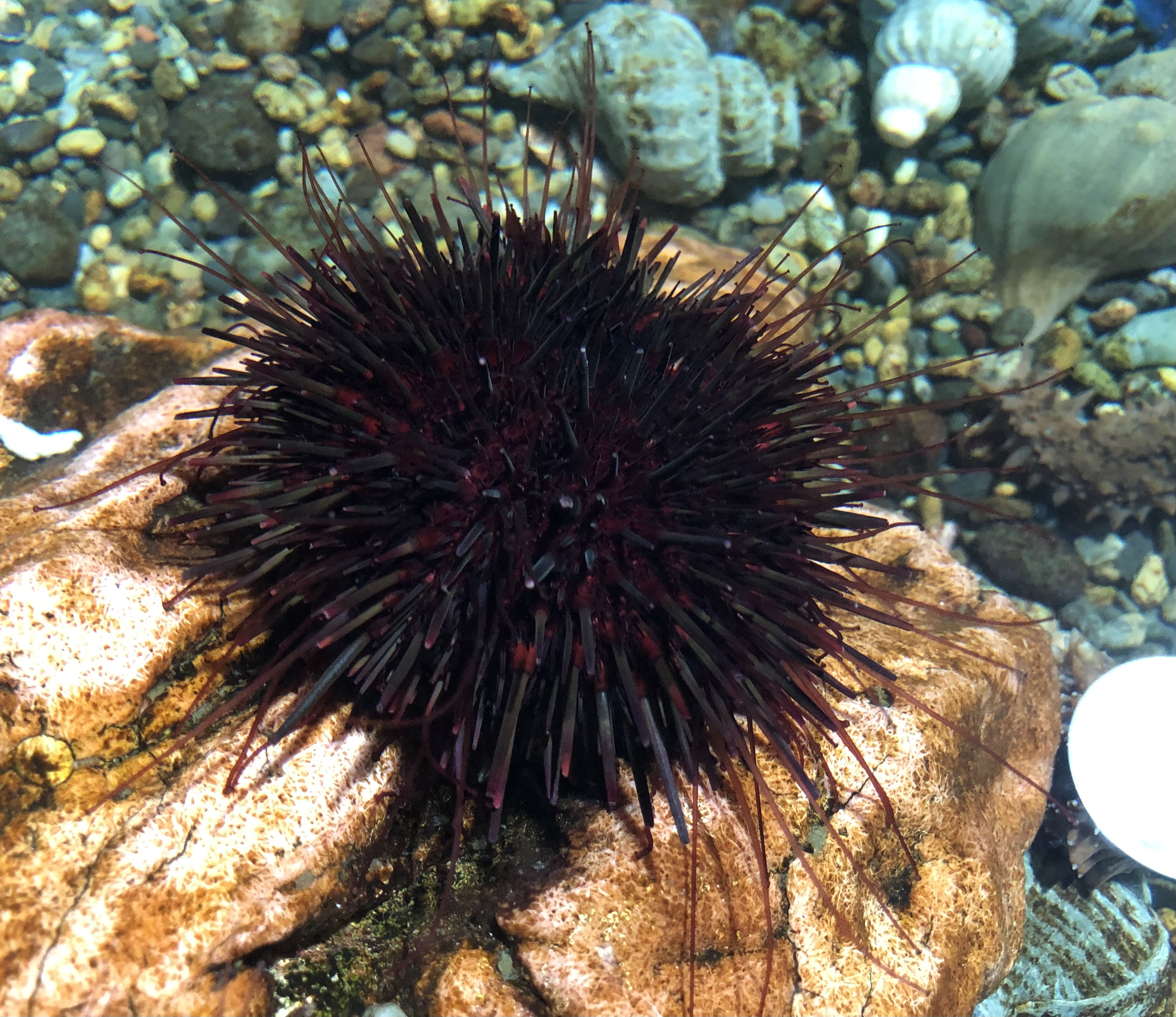
Mesocentrotus nudus
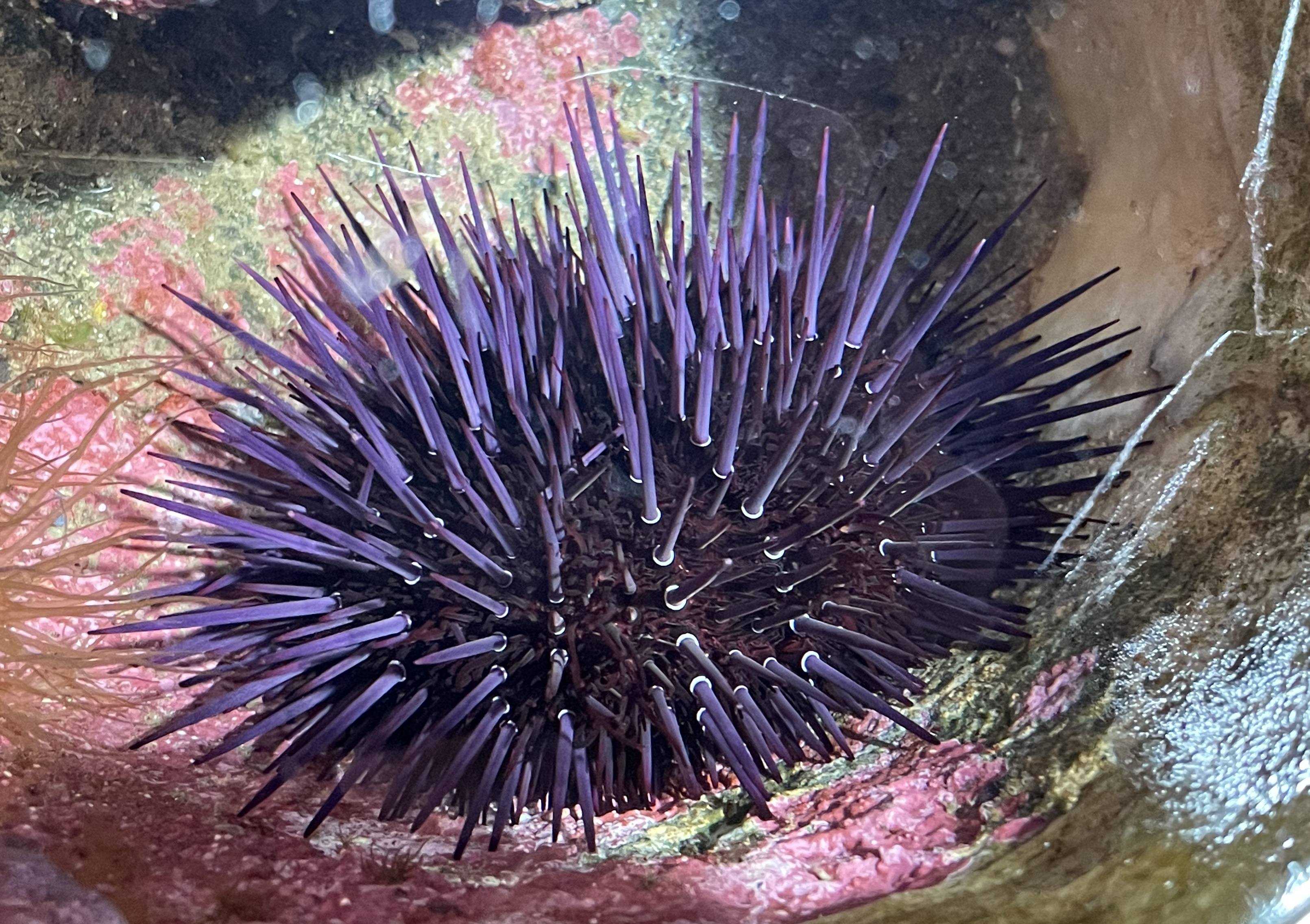
Pseudocentrotus depressus
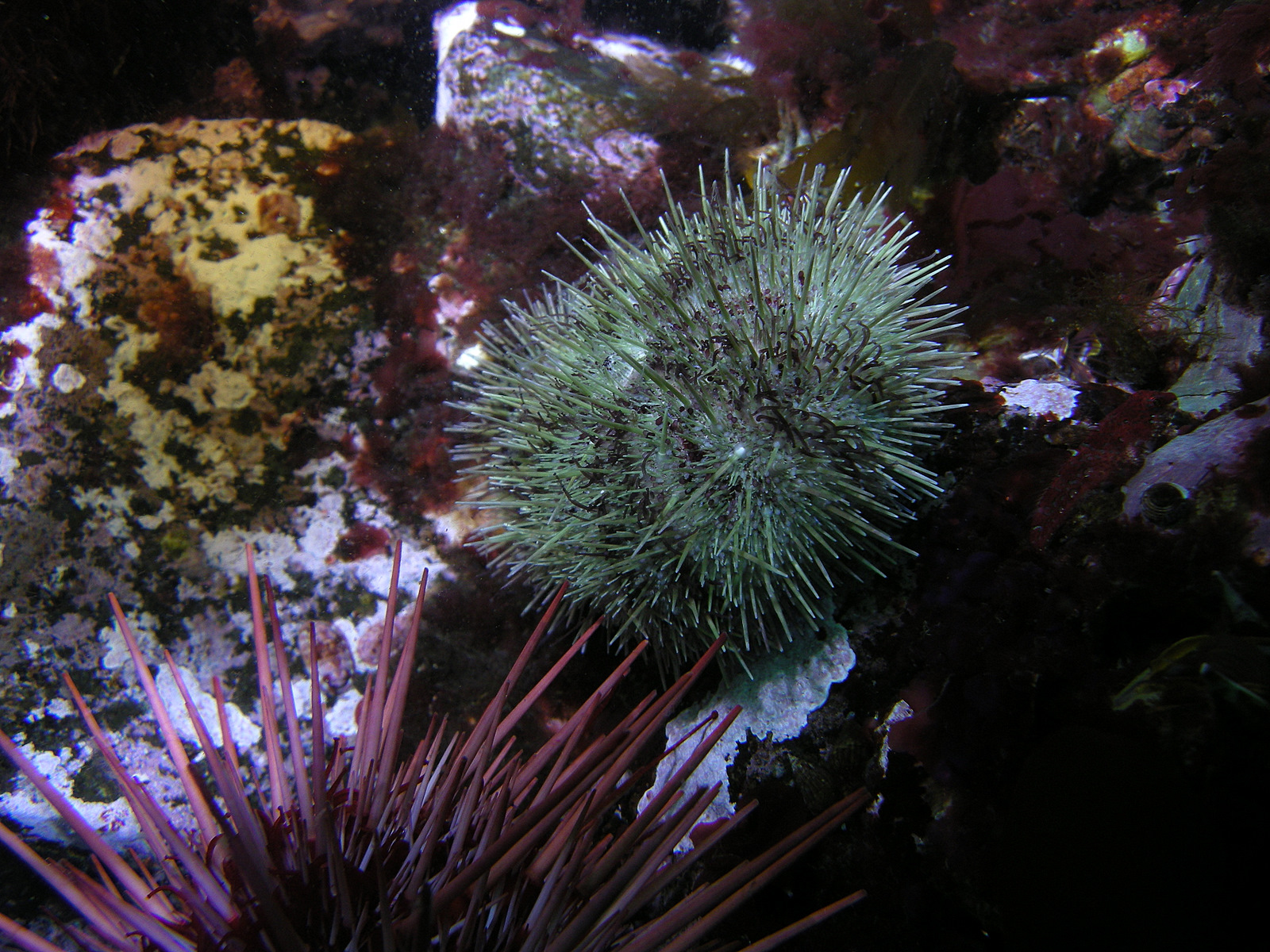
Strongylocentrotus droebachiensis
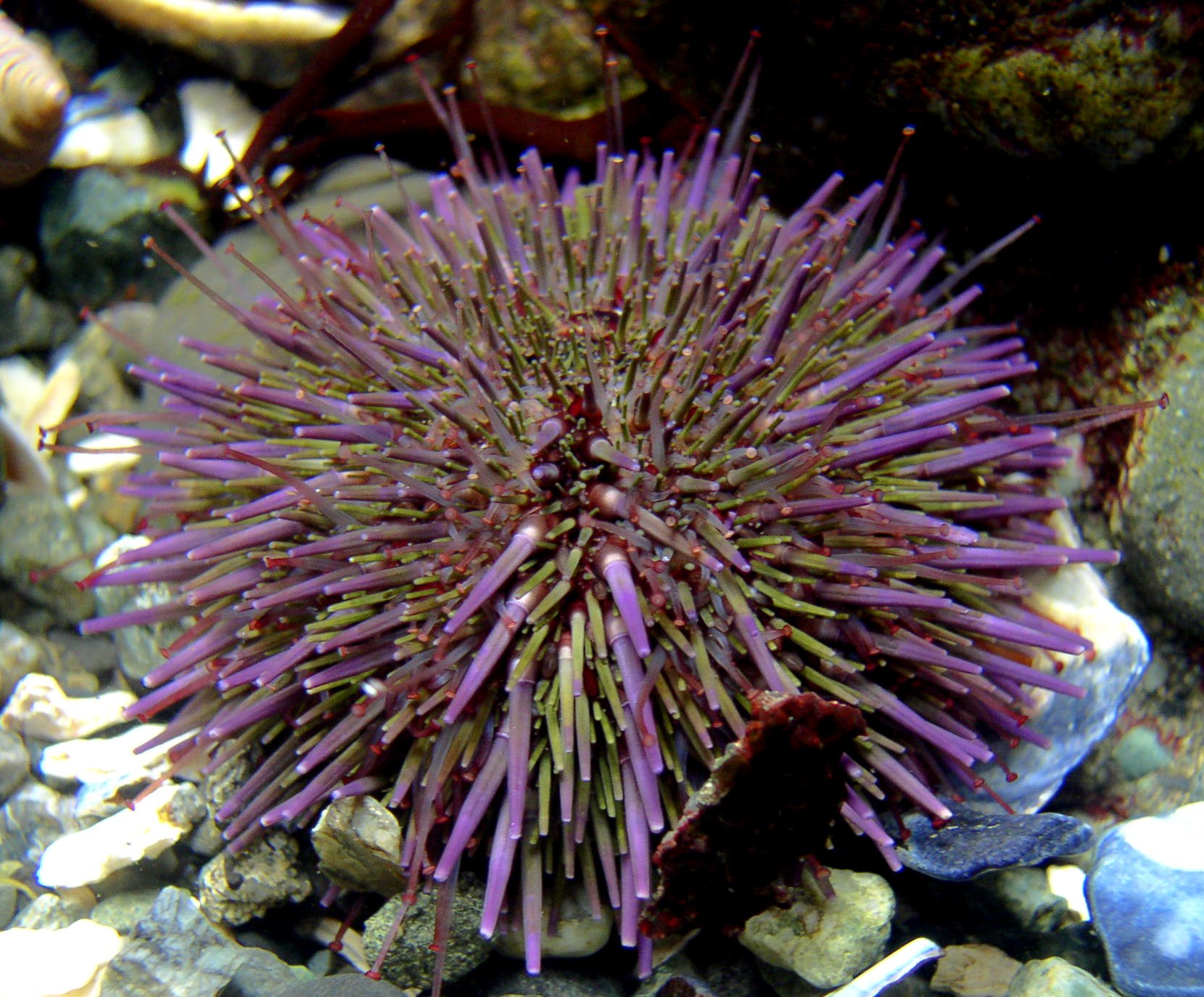
Strongylocentrotus purpuratus
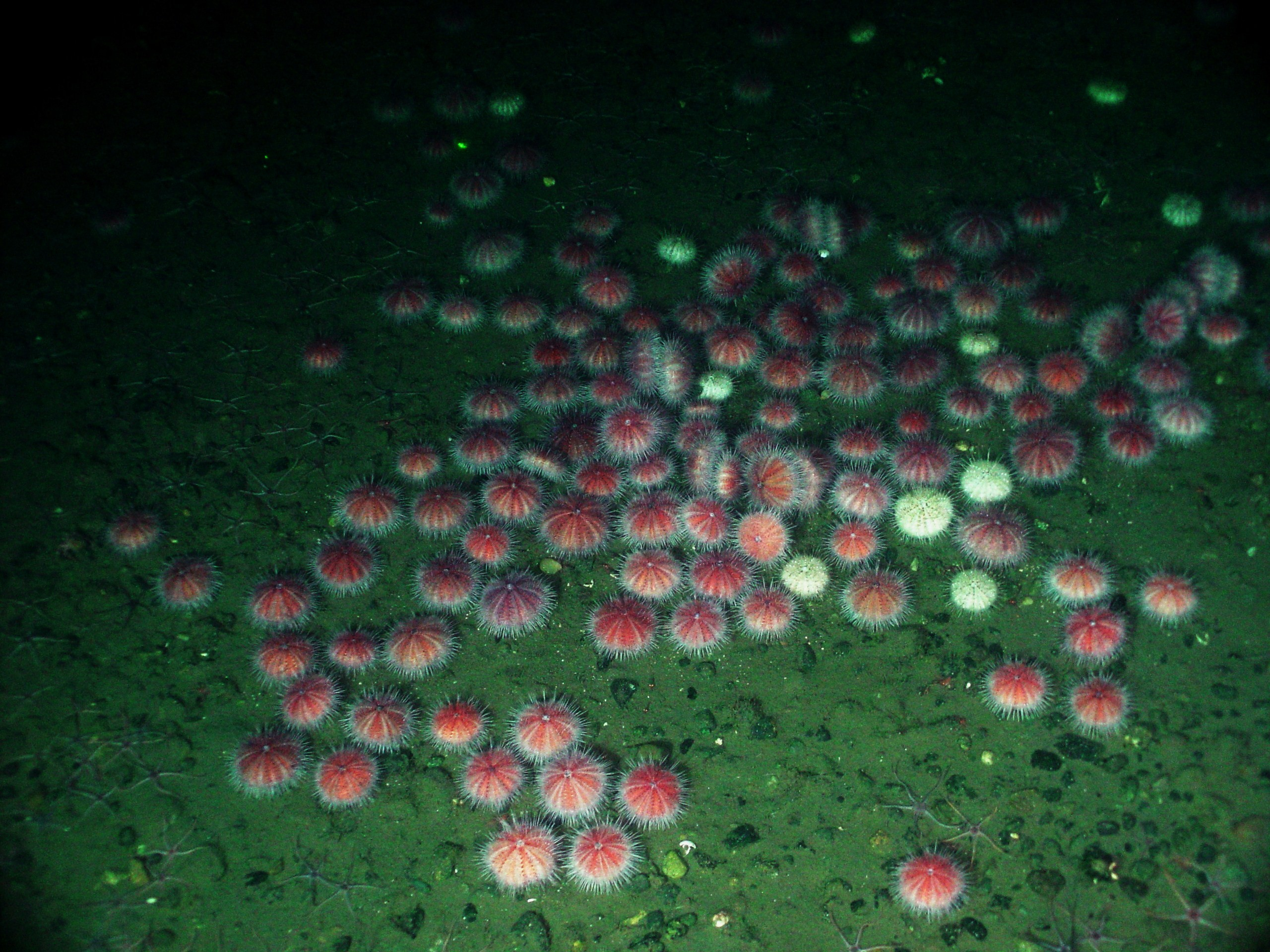
Strongylocentrotus fragilis (rose) et Strongylocentrotus pallidus (blanc), à très grande profondeur.
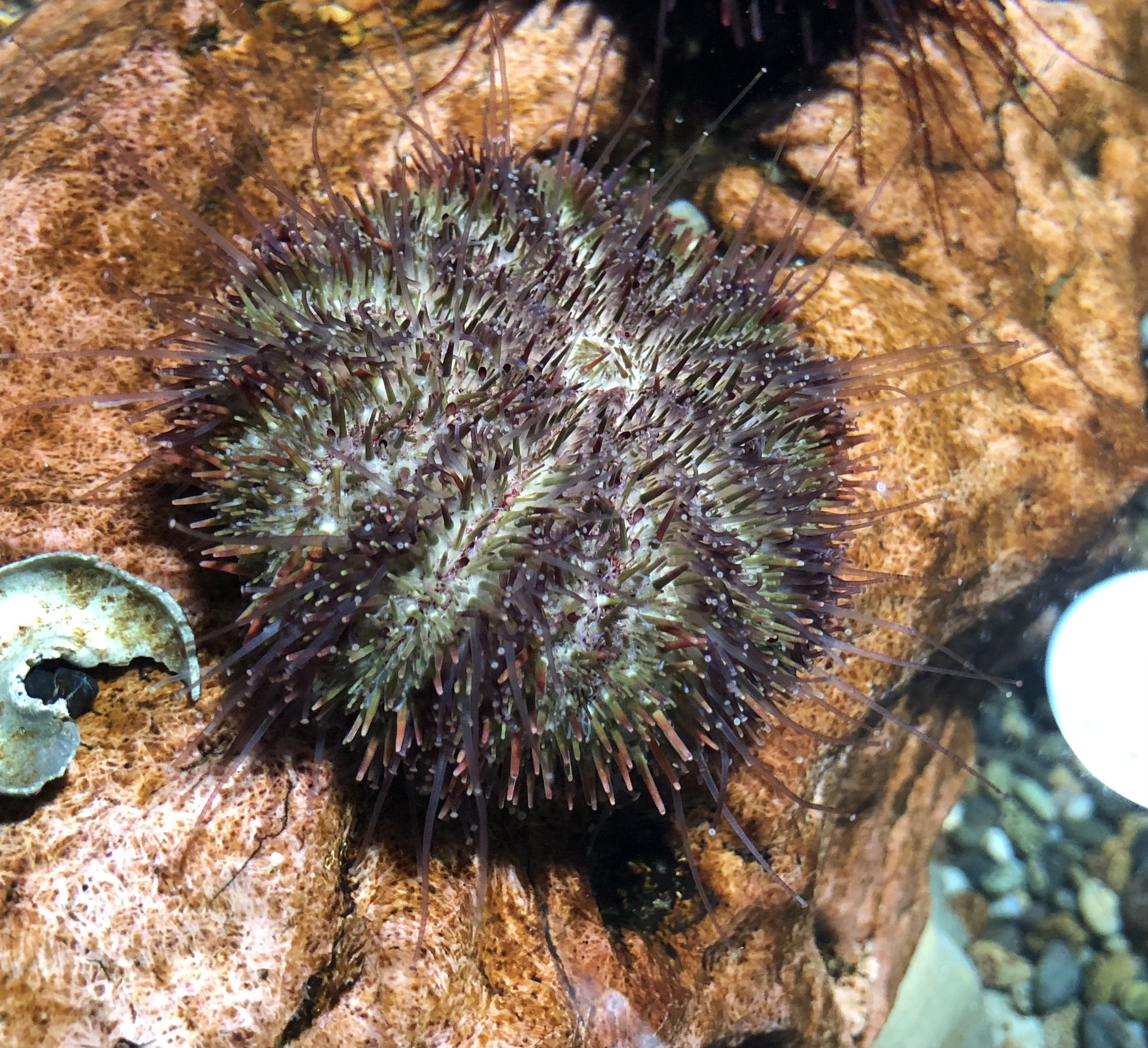
Strongylocentrotus intermedius
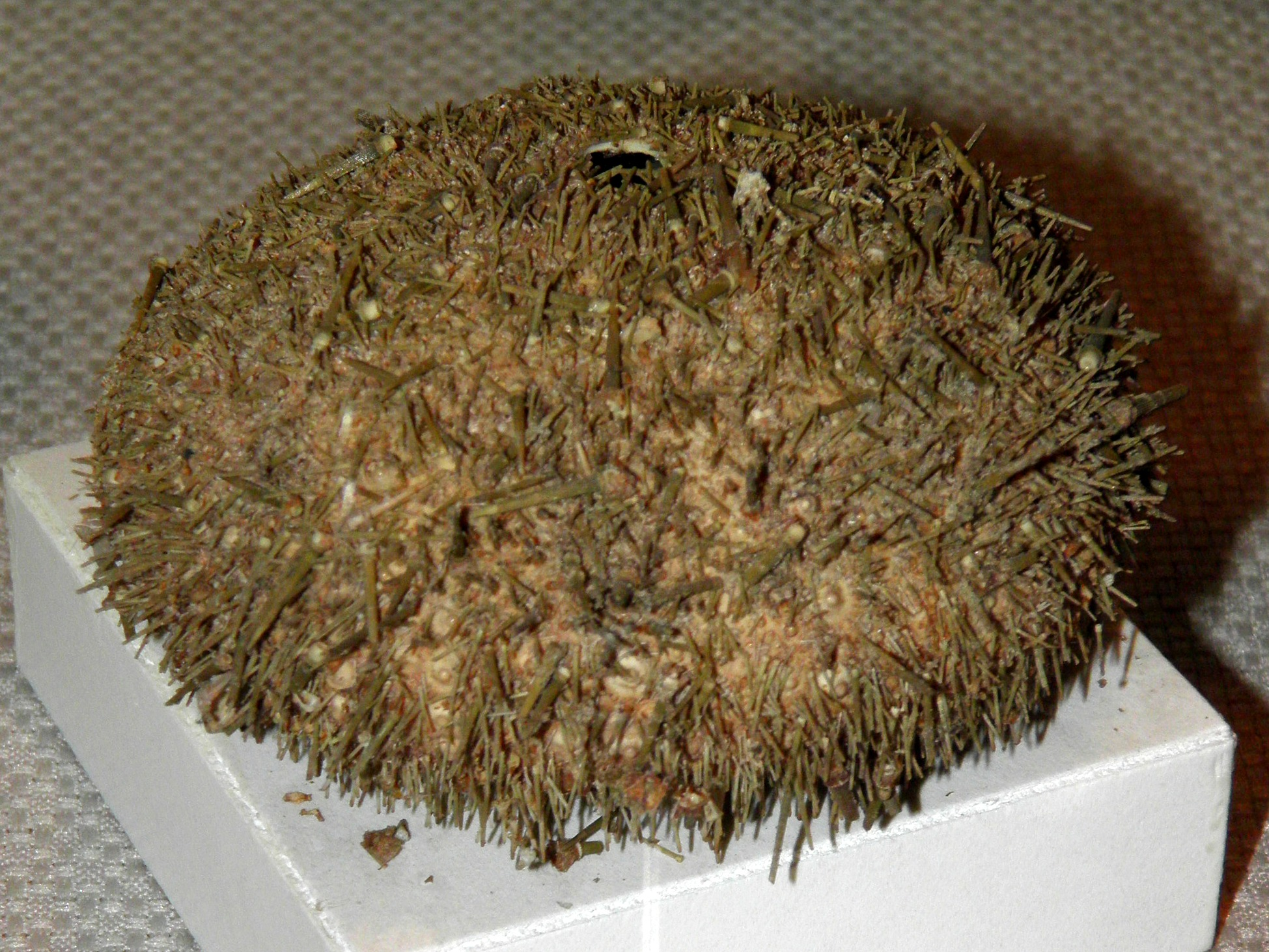
Strongylocentrotus pulchellus